# Svendborgkredsen
Svendborgkredsen er fra 2007 en opstillingskreds i Fyns Storkreds. I 1971-2006 var kredsen en opstillingskreds i Fyns Amtskreds. I 1920-1970 var kredsen en opstillingskreds i Svendborg Amtskreds. I 1849-1918 var kredsen en valgkreds.
I 1971 blev kredsen lagt sammen med Langeland (den tidligere Rudkøbingkredsen). Uofficielt er kredsen siden blevet kaldt Svendborg-Langeland Kredsen.
Den 8. februar 2005 var der 44.087 stemmeberettigede vælgere i kredsen.
| Kredsen rummede i 2005 flg. kommuner og valgsteder: | Kredsen rummede i 2005 flg. kommuner og valgsteder: |
| 1. Rudkøbing Kommune                                | 1. Rudkøbing Kommune                                |
| --------------------------------------------------- | --------------------------------------------------- |
| 1.                                                  | Longelse                                            |
| 2.                                                  | Rudkøbing                                           |
| 3.                                                  | Simmerbølle                                         |
| 4.                                                  | Skrøbelev                                           |
| 5.                                                  | Strynø                                              |
| 2. Svendborg Kommune                                |                                                     |
| 1.                                                  | Bjerreby                                            |
| 2.                                                  | Bregninge                                           |
| 3.                                                  | Byen                                                |
| 4.                                                  | Drejø                                               |
| 5.                                                  | Egense                                              |
| 6.                                                  | Landet                                              |
| 7.                                                  | Nordre                                              |
| 8.                                                  | Skårup                                              |
| 9.                                                  | Thurø                                               |
| 10.                                                 | Tved                                                |
| 11.                                                 | Østre                                               |
| 3. Sydlangeland Kommune                             |                                                     |
| 1.                                                  | Bagenkop                                            |
| 2.                                                  | Humble                                              |
| 3.                                                  | Lindelse                                            |
| 4.                                                  | Tryggelev                                           |
| 4. Tranekær Kommune                                 |                                                     |
| 1.                                                  | Bøstrup Sogn                                        |
| 2.                                                  | Hou Sogn                                            |
| 3.                                                  | Snøde-Stoense Sogne                                 |
| 4.                                                  | Tranekær Sogn                                       |
| 5.                                                  | Tullebølle Sogn                                     |

## Folketingskandidater
| Liste | Parti                       | Kandidat | Bemærk                                                     |
| ----- | --------------------------- | --- | ---------------------------------------------------------- |
| A     | Socialdemokratiet           | Bjørn Bøje Brandenborg |                                                            |
| B     | Radikale Venstre            | Gitte Madsen |                                                            |
| C     | Det Konservative Folkeparti | Henrik Nielsen |                                                            |
| D     | Nye Borgerlige              | |                                                            |
| F     | Socialistisk Folkeparti     | |                                                            |
| I     | Liberal Alliance            | |                                                            |
| O     | Dansk Folkeparti            | Dorthe Ullemose |                                                            |
| V     | Venstre                     | Amanda Heitmann |                                                            |
| Ø     | Enhedslisten                | Jesper Kiel |                                                            |
| Å     | Alternativet                | Stine Bardeleben Helles, Fabian Munkholm Davidsen, Mikkel Holm-Pedersen, Tine Busk, Line Gessø Storm Hansen, Karl Bidstrup, Mette Rahbek | Er opstillet i samtlige opstillingskredse i Fyns Storkreds |

## 2007
Med indførelsen af Strukturreformen i 2007, blev kredsen udvidet med afstemningsområderne fra de to nedlagte kommuner: Egebjerg og Gudme, der indtil da hørte under den gamle Nyborg-kreds.